# Globalne obciążenie chorobami
Globalne obciążenie chorobami (z ang. Global Burden of Disease, GBD) – próba sprecyzowania rozmiaru utraty zdrowia z powodu chorób, urazów i czynników zagrożenia według wieku, płci, w rozmieszczeniu w przestrzeni i w czasie. Jest kompleksową miarą stanu zdrowia obejmującą analizę umieralności, niepełnosprawności i czynników zagrażających zdrowiu.

## Historia
Pierwsze ogólnoświatowe badanie obciążenia zdrowotnego zostało przeprowadzone przez grupę setek ekspertów z całego świata z uczestnictwem Światowej Organizacji Zdrowia, Szkoły Zdrowia Publicznego Uniwersytetu Harwarda, Instytutu Miar Zdrowia i Ewaluacji i Banku Światowego. W badaniu wykorzystano nową miarę zdrowia, wskaźnik DALY. Wyniki tego badania zostały opublikowane w raporcie Banku Światowego 1993 roku pt. Inwestowanie w zdrowie.

| brak danych | mniej niż 250 | 250–500          | 500–1000  | 1000–2000  |
| 2000–3000   | 3000–4000     | 4000–5000        | 5000–6250 | 6250–12500 |
| 12500–25000 | 25000–50000   | więcej niż 50000 |           |            |

## Cel
1. Systematyczne wykorzystanie w ocenie stanu zdrowia danych o chorobowości i niepełnosprawności oraz o ilości lat utraconych w wyniku przedwczesnego zgonu lub z powodu niepełnosprawności,
2. Wykorzystanie obiektywnych metod epidemiologicznych i demograficznych do estymacji i predykcji stanu zdrowia,
3. Zastosowanie miary, którą można także wykorzystać do pomiaru efektywności ekonomicznej działań zdrowotnych. Taką miarą jest wskaźnik DALY.

## Wyniki
Globalne badania obciążenia zdrowotnego przeprowadzone w 2010 roku objęły 291 głównych przyczyn zgonów i niepełnosprawności i 67 zagrożeń zdrowotnych. Analizę wykonano w rozbiciu na 21 regionów świata i na różne grupy płci i wieku.
Analiza obciążenia chorobami za okres 1990–2013 wykazała dalsze zmniejszanie umieralności, przy proporcjonalnym zwiększeniu udziału chorób niezakaźnych i urazów. Podobne trendy przedstawiono w raporcie z 2015 roku. Inne choroby, dla których współczynniki umieralności uległy zwiększeniu, to HIV/AIDS, rak trzustki i migotanie przedsionków.
Dane dla Europy, włączając Polskę, znajdują się w oddzielnym raporcie przygotowanym przez Instytut Miar Zdrowia i Ewaluacji.